# Pioneer 10

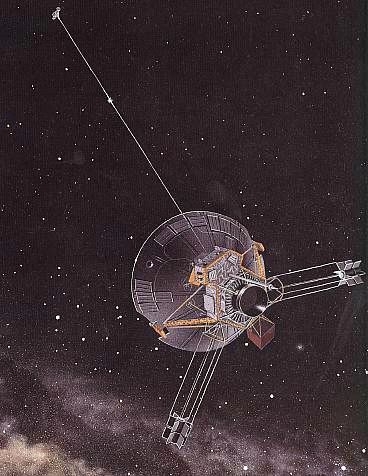
Künstlerische Darstellung der Pioneer 10 im Weltraum

Pioneer 10 (englisch für Pionier oder Wegbereiter) ist die erste von Menschen gebaute Raumsonde, die den Planeten Jupiter und anschließend den äußeren Bereich des Sonnensystems erreichte. Sie wurde im Rahmen des Pioneer-Programms am 3. März 1972 vom Launch Complex 36 auf Cape Canaveral mit einer Atlas-Centaur-Rakete gestartet. Die Sonde hat zahlreiche wissenschaftliche Erkenntnisse über den Planeten Jupiter, den Asteroidengürtel, aber auch über die äußeren Regionen des Sonnensystems erbracht. Pioneer 10 erwies sich als äußerst robust und sendete das letzte Mal im Januar 2003 Daten zur Erde. Mit einer Missionsdauer von knapp 31 Jahren übertraf sie ihre geplante Lebensdauer von 21 Monaten um mehr als das Sechzehnfache.
Am 16. März 2025 ist Pioneer 10 seit 19.371 Tagen im All und ca. 138,03 Astronomische Einheiten (AE) von der Sonne entfernt, das sind etwa 20,65 Milliarden Kilometer.

## Planung und Missionsziele
Schon während der 1960er Jahre beschäftigten sich zahlreiche Wissenschaftler mit möglichen Missionen zu den äußeren Planeten, insbesondere zu Jupiter, da man erkannte, dass sich dessen starke Gravitation nutzen lässt, um Raumsonden ohne Treibstoffaufwand durch das Swing-by stark zu beschleunigen. Die NASA genehmigte im Februar 1969 ein Programm für zwei baugleiche Sonden. Diese wurden der Pioneer-Serie zugeordnet und trugen die Namen Pioneer F bzw. Pioneer G. Das Programm wurde vom Pioneer Project Office am Ames Research Center geleitet, die Sonden sollten von TRW entwickelt und konstruiert werden. Zu Jupiter gibt es alle 13 Monate ein optimales Startfenster, und so sollte die erste Sonde im Februar oder März 1972 gestartet werden, die zweite 13 Monate später. Die genauen Zuständigkeiten waren wie folgt ausgeprägt:
- Pioneer-Gesamtprogramm: NASA-Hauptquartier, ursprünglich geleitet von Glenn A. Reiff und später von F. D. Kochendorfer.
- Pioneer-F/G-Projekt: Ames Research Center mit Charles F. Hall als Manager
  - wissenschaftliche Instrumente: Joseph E. Lepetich
  - Sondensysteme: Ralph W. Holtzclaw
  - Sondenbetrieb: Robert R. Nunamaker, später Norman J. Martin
  - wissenschaftliche Leitung: Richard O. Fimmel
- Bahnverfolgung und Datenverarbeitung: Jet Propulsion Laboratory, geführt von A. J. Siegmeth und später Richard B. Miller
  - Datenübertragung: Goddard Space Flight Center, welches das Deep Space Network zur Kommunikation mit den Sonden steuert
- Trägerrakete: Lewis Research Center mit D. J. Shramo als Manager

Die Missionsziele der Pioneer-Sonden konzentrierten sich auf den Bereich jenseits des Mars. So sollte der Asteroidengürtel wissenschaftlich erforscht und gleichzeitig dessen Gefährlichkeit für Raumfahrzeuge ermittelt werden. Auch das interplanetare Medium zwischen Mars und Jupiter war von großem wissenschaftlichen Interesse. Schließlich sollte auch Jupiter selbst intensiv untersucht werden. Die Pioneer-Sonden benötigten die höchste Geschwindigkeit, die bis dahin je ein von Menschen geschaffenes Objekt erreichen würde. Daher wurde die damals stärkste verfügbare Trägerrakete, eine Atlas-Rakete mit einer Centaur-Oberstufe, gewählt. Da der Schub immer noch nicht ausreichte, integrierte man zusätzlich eine dritte Feststoffstufe, mit der man die nötige Geschwindigkeit von über 14,3 km/s erreichen konnte.

## Technik
Pioneer 10 wurde primär aus Aluminium gebaut und wog beim Start 258 kg, wobei 28 kg auf den Treibstoff Hydrazin zur Lageregelung entfielen. Der zentrale Teil der Sonde besteht aus einem sechseckigen Ring, der den Großteil der Elektronik beherbergt und aus Aluminium in Sandwich-Wabenkern-Bauweise gefertigt wurde. Das Sechseck hat eine Tiefe von 25,5 cm und eine Seitenlänge von 71 cm. Darauf befindet sich die auffällige Parabolantenne mit einem Durchmesser von 2,74 m. Am Zentralteil sind symmetrisch drei Ausleger angebracht. Zwei davon tragen in drei Metern Entfernung je zwei Radionuklidbatterien (siehe Energieversorgung), um Störungen durch deren Strahlung zu vermindern. Am dritten, 6,6 m langen Ausleger befindet sich das HVM-Instrument. Im Zentrum des Ringes befindet sich ein beheizter Kugeltank mit einem Durchmesser von 42 cm für das Hydrazin.

### Energieversorgung

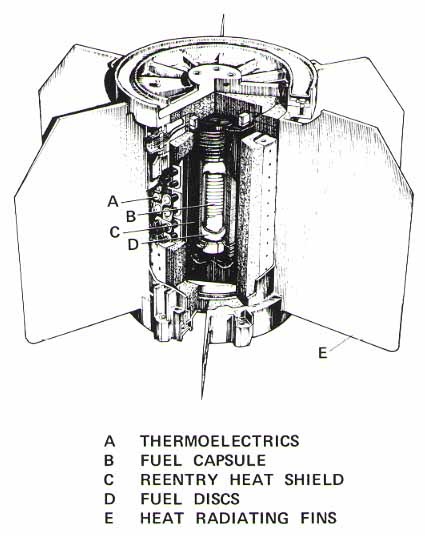
Schema einer SNAP-19-Radionuklidbatterie

Pioneer 10 war die erste Sonde, die ihre Energie ausschließlich aus einer thermoelektrischen Radionuklidbatterie bezog. Diese Neuerung war nötig, da die Sonnenstrahlung bei Jupiter 27-mal geringer ist als bei der Erde, wodurch Solarzellen aufgrund der benötigten Fläche von etwa 23 m² unpraktikabel wären. Die vier Batterien von Pioneer 10 sind mit dem Isotop Plutonium-238 befüllt, das eine Halbwertszeit von 87,7 Jahren hat und während des Zerfalls Alphastrahlung aussendet. Diese Strahlung setzt große Mengen Wärme frei (Temperatur typischerweise mehrere hundert Grad Celsius). Diese Wärme wird mit 90 Thermoelementen pro Batterie direkt in elektrische Energie umgesetzt. Die Batterien sind vom Typ SNAP-19, der auch bei den Viking-Sonden zum Einsatz kam, wiegen je 15,4 kg und haben die Abmessungen 58 cm × 38 cm. Beim Start erzeugten alle Batterien zusammen eine Leistung von 155 W, die aufgrund des Plutoniumzerfalls und des Verschleißes der Thermoelemente bis zum Jupiter auf 140 W sank. Bis 2004 sank das Niveau auf nur noch 65 W ab. Pioneer 10 benötigt maximal 106 W, wovon 26 W auf die wissenschaftlichen Instrumente entfielen. Die Bordspannung beträgt 28 V.

### Kommunikation
Die Kommunikation erfolgte primär über die große Hochgewinnantenne, die einen Durchmesser von 2,74 m und einen Öffnungswinkel von 3,3° hat. Sie erreichte einen Antennengewinn von 38 dB. Hiermit wurde im Asteroidengürtel eine Senderate von 2 kbit/s und bei Jupiter 1 kbit/s erreicht. Allgemein konnte die Übertragungsrate in 16 Schritten von 0,016 kbit/s bis 2 kbit/s gewählt werden. Die Empfangsrate war bei Jupiter mit nur einem Bit pro Sekunde sehr niedrig. Auf dem Empfänger befindet sich zusätzlich noch eine Mittelgewinnantenne, die auch bei einer ungenauen Ausrichtung auf die Erde Daten senden und empfangen konnte. Sollte die Sonde keinerlei Ausrichtung auf die Erde durchführen können, so gibt es auf der anderen Seite eine Niedriggewinnantenne, die in einem viel größeren Bereich (32° Öffnungswinkel) senden und empfangen konnte, wenn auch bei extrem geringen Übertragungsraten. Dies resultiert aus dem sehr niedrigen Antennengewinn von nur 21 dB. Daher ist sie nur zur Notfallkommunikation gedacht und wurde nicht zum Übermitteln wissenschaftlicher Daten genutzt. Alle Übertragungen fanden im S-Band bei 2,110 oder 2,292 GHz statt, wobei die beiden redundanten Transmitter eine Sendeleistung von je 8 W aufweisen und 1,75 kg schwer sind.

### Elektronik
Pioneer 10 besitzt wie frühere Raumsonden kaum automatische Steuerungssysteme und musste somit ständig mit Kommandos von der Bodenstation versorgt werden. Insgesamt gibt es 222 Befehle, wovon 73 auf die Steuerung der wissenschaftlichen Instrumente und 149 auf die Kontrolle der Sonde entfallen. Jeder Befehl ist 22 Bit lang, womit die Übertragung 22 Sekunden dauerte, als sich die Sonde im Bereich des Jupiters befand. Für einige Situationen, in denen mehrere Befehle in schneller Folge hintereinander ausgeführt werden mussten, reichte diese Datenrate allerdings nicht aus. Daher verbaute man einen Speicher, der bis zu fünf Kommandos aufnehmen konnte. Die wissenschaftlichen Instrumente verfügen über einen Speicher mit einer Kapazität von insgesamt 50 kbit und können mit 18 verschiedenen Datenformaten umgehen. Eine der wenigen automatischen Komponenten der Sonde ist das CONSCAN-System. Mithilfe der Minimumpeilung kann es die Antenne autonom auf die Erde ausrichten. Allerdings ist die manuelle Ausrichtung durch Befehle von der Bodenstation im Hinblick auf den Treibstoffverbrauch effektiver, weswegen der CONSCAN-Modus nur selten eingesetzt wurde.

### Flugsteuerung
Um die Position der Sonde zu ermitteln, kamen drei Sternsensoren zum Einsatz, von denen zwei die Sonne und einer Canopus als Leitsterne anpeilen. Sollte einer der beiden Sterne aus dem Sichtbereich der Sensoren auswandern, wurde eine Lagekorrektur eingeleitet. Diese wurde durch zwölf paarweise angeordnete Schubdüsen durchgeführt, die sich an der Antennenschüssel befinden. Sie konnten einen Schub von 1,8 bis 6,2 Newton erzeugen. Die Stabilität der Sonde wurde durch eine Eigenrotation von etwa 4 bis 5 Umdrehungen pro Minute gewährleistet, wobei die Rotationsgeschwindigkeit mit der Zeit sank. Die Rotation erfolgte um die Achse Sender–Antenne–Zentralring. Die Schubdüsen wurden auch zur Anpassung der Rotation genutzt.

### Plakette

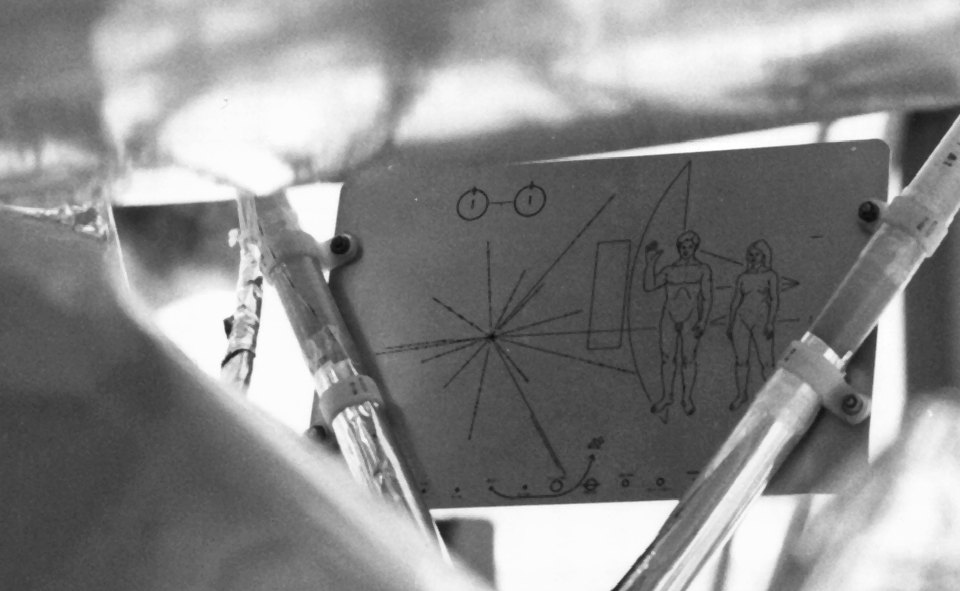
Die Pioneer-Plakette

Die Plakette von Pioneer 10 ist als Informationsträger für Außerirdische gedacht, welche die Sonde eventuell finden könnten. Sie misst 22,9 cm in der Breite und 15,2 cm in der Höhe. Als Basismaterial dient eine 1,2 mm dicke Aluminiumplatte, die zum Korrosionsschutz mit Gold überzogen ist. Primäre Bildelemente sind ein Mann und eine Frau, jeweils unbekleidet, und die Silhouette des Raumschiffes, um einen Größenvergleich zu ermöglichen. Die Position der Erde ist relativ zu vierzehn Pulsaren angegeben. Des Weiteren sind das Sonnensystem und ein Hyperfeinstrukturübergang eines Wasserstoffatoms dargestellt.

## Wissenschaftliche Instrumente

Diagramm von Pioneer 10 und dessen Systemen

Pioneer 10 führte insgesamt 11 wissenschaftliche Instrumente mit, wobei das „S-Band Experiment“ nicht als eigenständiges System gezählt wird.
| Instrument                           | Hersteller                | Masse   | Verbrauch |
| ------------------------------------ | ------------------------- | ------- | --------- |
| Asteroid/Meteoroid Astronomy (AMA)   | General Electric          | 3,3 kg  | 2,7 W     |
| Meteoroid Detectors (MD)             | Langley Research Center   | 1,7 kg  | 0,7 W     |
| Imaging Photopolarimeter (IPP)       | University of Arizona     | 4,3 kg  | 2,2 W     |
| Infrared Radiometers (IR)            | Caltech                   | 2,0 kg  | 1,3 W     |
| Ultraviolet Photometry (UV)          | University of California  | 0,7 kg  | 0,7 W     |
| Charged Particle Instrument (CPI)    | University of Chicago     | 3,0 kg  | 2,4 W     |
| Trapped Radiation Detector (TRD)     | University of California  | 1,7 kg  | 2,9 W     |
| Cosmic-Ray Spectra (CRS)             | Goddard Space Center      | 3,2 kg  | 2,2 W     |
| Geiger Tube Telescope (GTT)          | University of Iowa        | 1,6 kg  | 0,7 W     |
| Helium Vector Magnetometer (HVM)     | Jet Propulsion Laboratory | 2,6 kg  | 5,0 W     |
| Quadrispherical Plasma Analyzer (PA) | Ames Space Center         | 5,5 kg  | 4,0 W     |
| Gesamt                               | Gesamt                    | 29,6 kg | 24,3 W    |

### Asteroid/Meteoroid Astronomy (AMA)

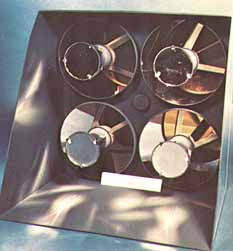
Die vier Teleskope des AMA

Dieses Instrument maß die Verteilung von großen und kleinen Gesteinsbrocken im Asteroidengürtel. Hierzu kamen vier Ritchey-Chrétien-Cassegrain-Teleskope zum Einsatz, die jeweils in einem Winkel von 45° zur Rotationsachse angeordnet waren. Alle Teleskope wiesen 20 cm Brennweite und Durchmesser auf. Durch die geringe Brennweite war das Gesichtsfeld 7,5° groß. Verstärkt wurde das einfallende Licht, das von den Asteroiden reflektiert wurde, mittels Photokathoden und Photomultiplierröhren. Eine Messung wurde ausgelöst, wenn ein Objekt von mindestens drei der Teleskope erfasst wurde. Die Geschwindigkeit des Objekts wurde durch den Vergleich der Erfassungszeitpunkte durch die einzelnen Teleskope errechnet. Die Größe wurde aus der reflektierten Lichtmenge errechnet. Das Instrument fiel im Dezember 1973 aus, wobei zu diesem Zeitpunkt der Asteroidengürtel aber bereits durchquert war.

### Meteoroid Detectors (MD)

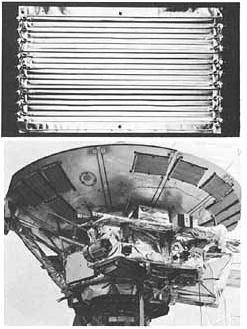
Ein Meteoroidendetektor (oben) und deren Verteilung an der Antennenunterseite (unten)

Der Meteoroidendetektor ergänzte das AMA und registrierte die Einschläge von Teilchen auf der Sonde, die über 100 Nanogramm wogen. Hierzu wurden 234 Zellen mit einer Argon-Stickstoff-Mischung gefüllt. Wenn ein Teilchen die 0,05 mm dicke Folie durchschlug, strömte das Gas aus. Dieses wurde durch eine Kathode detektiert, die das Gas auch ionisierte. So konnte auch die Größe des eingeschlagenen Teilchens ermittelt werden. Das Instrument besaß insgesamt eine Fläche von 2,45 m², wobei gleich mehrere Detektorplatten auf der Rückseite der Antenne angebracht wurden (siehe Bild rechts). Im Oktober 1980 wurde das Instrument schließlich abgeschaltet.

### Imaging Photopolarimeter (IPP)
Dieses Instrument war für alle fotografischen Aufnahmen im sichtbaren Licht verantwortlich. Es verwendete ein Maksutov-Teleskop mit einem Durchmesser von 2,54 cm und einer Brennweite von 86 mm. Ein Calcit-Wollaston-Prisma teilte das eintreffende Licht in zwei separate Strahlen, die dann durch zwei Spiegel und zwei Filter (Blau: 390 bis 490 nm, Rot: 580 bis 700 nm) auf mehrere Photomultiplierröhren zur Verstärkung gelenkt wurden, die das Licht dann digitalisierten. Es konnten auch die Polarisierung und die Temperatur eines 0,46° großen Bildausschnittes ermittelt werden, wobei eine Wolfram-Lampe zur Kalibrierung diente. Im abbildenden Modus erreichte das Instrument eine Auflösung von 0,5 mrad.

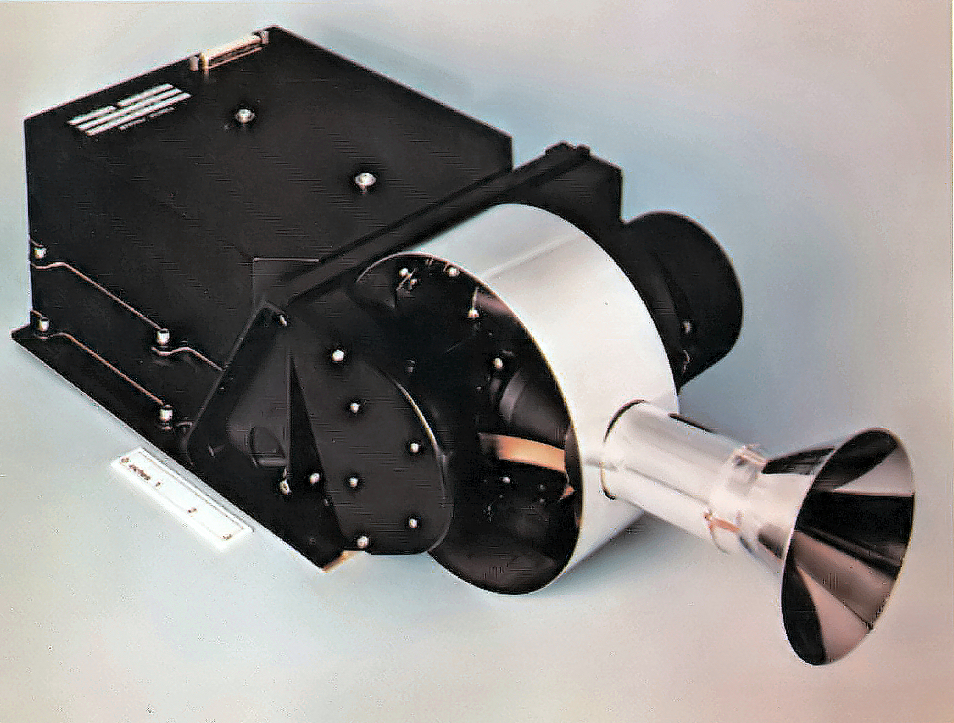
Das IPP-Instrument

Für jedes Pixel standen 6 Bit Helligkeitsinformationen pro Farbe zur Verfügung. Das Bild war immer 512 Pixel breit und konnte in der Höhe auf 128, 256 oder 512 Pixel eingestellt werden. Für das anschließende Auslesen des 6144 Byte großen Speichers standen 12 Sekunden Zeit zur Verfügung. Damit konnte das IPP Datenraten von bis zu 0,5 kbit/s erreichen, was der Hälfte der Sendekapazität bei Jupiter entspricht. Bei einer maximalen Bildgröße von 3,15 Mbit konnte die Übertragung eines Bildes so bis zu 100 Minuten dauern. Dies verursachte bei der anschließenden Bildverarbeitung durch die Bodenstation erhebliche Probleme, da man den grünen Farbkanal synthetisch hinzufügen musste und die starken Verzerrungen durch die Rotation des Planeten nur mit komplizierten Berechnungen entfernen konnte. Das IPP wurde nach seiner Primärmission periodisch aktiviert, um Sternpositionen zu messen, da die beiden Sternsensoren aufgrund der wachsenden Entfernung immer öfter ihren Referenzstern nicht erfassen konnten. Im Oktober 1991 traten Bildfehler auf, weswegen es in dieser Funktion nicht mehr weiterarbeiten konnte. Um Strom zu sparen, wurde das Instrument drei Jahre später komplett abgeschaltet.

### Infrared Radiometers (IR)

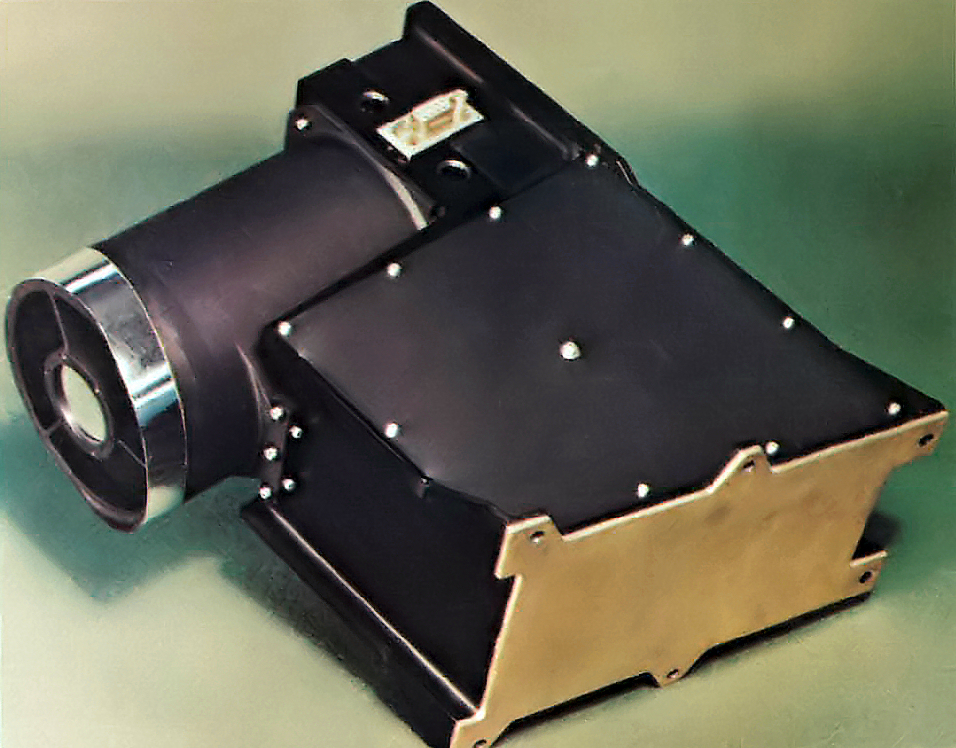
Das IR-Instrument

Dieses Instrument maß die Oberflächentemperatur von Planeten, indem es die emittierte Infrarotstrahlung auswertete. Es handelte sich um eine Weiterentwicklung des Systems, das bei Mariner 6 und 7 verwendet wurde, und hatte im Vergleich damit eine höhere Auflösung. Es verfügte über ein Cassegrain-Teleskop mit einem Durchmesser von 7,62 cm und einem Gesichtsfeld von 1° × 3°. Zu Messungen kamen insgesamt 88 Bimetallthermophilsensoren zum Einsatz, es wurde Strahlung im Wellenlängenbereich von 14 bis 56 μm gemessen. Bei der größten Annäherung an Jupiter war das Gesichtsfeld 725 km × 2400 km groß, wodurch eine grobe Kartierung der Temperaturregionen des Planeten möglich war.

### Ultraviolet Photometry (UV)

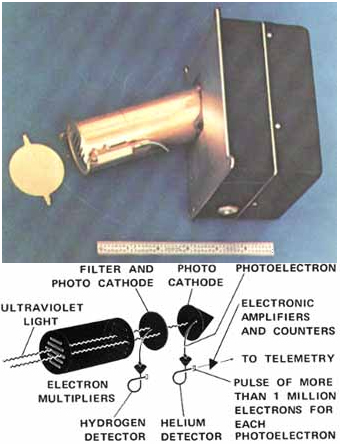
Das UV-Instrument (oben) und das Funktionsschema (unten)

Dieses Instrument diente der breitbandigen Messung von Ultraviolettstrahlung. Es konnte Wellenlängen von 20 bis 180 nm erfassen und war mit zwei Filtern für 121,6 und 58,4 nm ausgestattet. Mittels dieser Filter konnten die Spektrallinien von Wasserstoff und Helium erkannt werden. Als Detektor kam ein Fotometer mit einem Öffnungswinkel von 20° zum Einsatz. Im interplanetaren Raum suchte das Instrument nach Strahlung, die verursacht wurde, wenn Wasserstoffatome auf Unterschallgeschwindigkeit abgebremst wurden und wenn Ionen mit ihnen kollidierten. Im Dezember 1990 stellte man fest, dass die Ladekapazität des Instruments abnahm, was die Nutzungsdauer auf maximal zwei Tage pro Woche begrenzte.

### Charged Particle Instrument (CPI)
Das CPI analysierte geladene Teilchen mit Hilfe von vier Sensoren, wobei zwei für den interplanetaren Raum und zwei für Teilchen in Jupiternähe zuständig waren. Der Hauptdetektor, der mit einem Saphir-Kristall arbeitete, konnte für Protonen ein Energiespektrum von 3 bis 68 MeV erstellen, für Sauerstoff 10 bis 150 MeV pro Nukleon. Er konnte außerdem ionisierte Elemente bis zur Atommasse von Sauerstoff erkennen. Des Weiteren konnte es die Isotopenzusammensetzung von Wasserstoff und Helium ermitteln. Dieser Detektor war für den interplanetaren Raum konzipiert. Der Sensor für niederenergetische Teilchen kam ebenfalls in dieser Umgebung zum Einsatz. Er basierte auf Cäsiumjodid und verwendete eine dünne Metallplatte, um Protonen mit niedriger Energie (0,3 bis 0,9 MeV) zu messen. Das Gesichtsfeld betrug 70°.

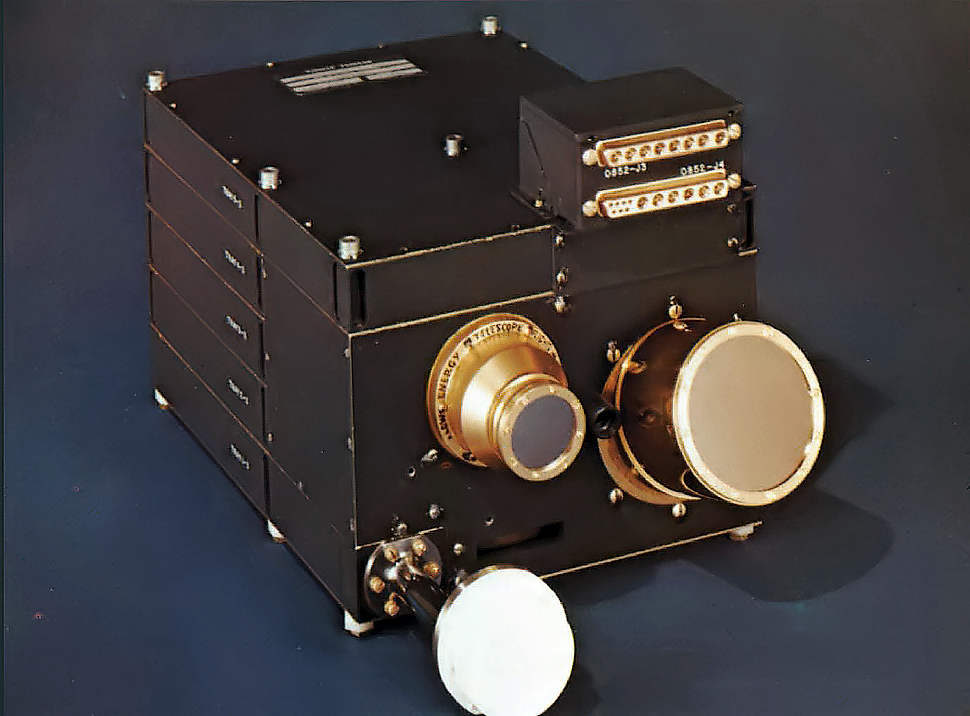
Das CPI-Instrument

Im Nahbereich von Jupiter und Saturn kam ein Elektronenstromdetektor zum Einsatz. Dieser verwendete zur Messung einen Siliziumsensor, der durch eine Berylliumplatte abgeschirmt war, die nur Elektronen mit hoher Energie (über 3 MeV) durchließ. Der vierte Detektor war ebenfalls für den Raum nahe der Planeten gedacht und suchte nach Hochenergie-Protonen über 30 MeV. Hierzu wurde ein Thorium-232-Element zwischen zwei auf Silizium basierenden Sensoren angeordnet. Diese konnten so die Strahlung, die durch das Reaktionsprodukt Uran-233 bei dessen spontanem Zerfall entsteht, selektiv ohne die Einflüsse der Elektronen messen. Die Messung war in acht 45°-Sektoren unterteilt.

### Trapped Radiation Detector (TRD)

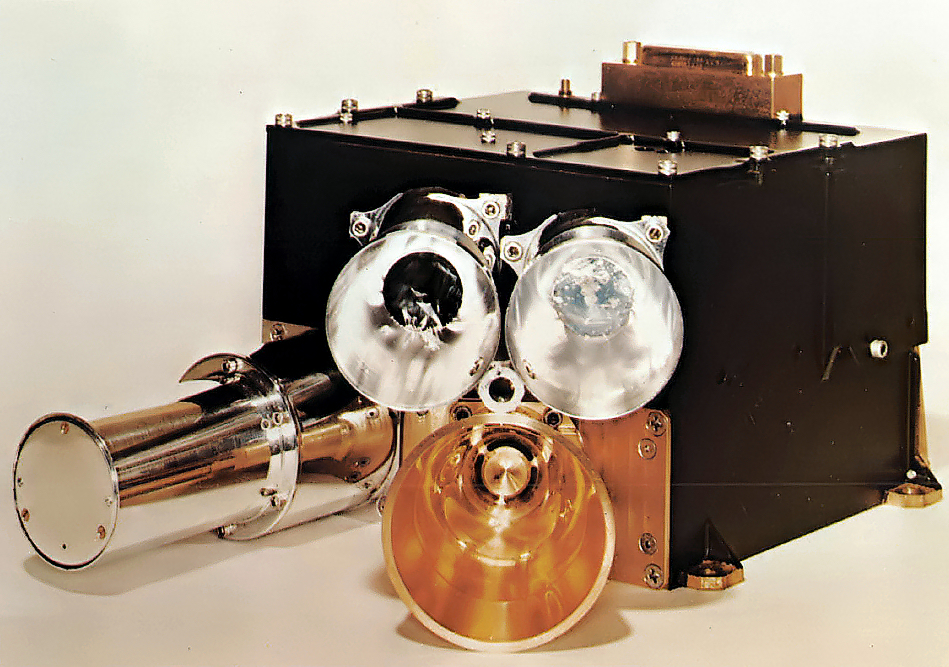
Das TRD-Instrument mit seinen fünf Teleskopen

Dieses Instrument besteht aus fünf Detektoren für Elektronen und Protonen. Der erste war ein Tscherenkow-Zähler, der mittels vier Kanälen auf Teilchen mit einer Energie von jeweils über 1, 6, 9 und 13 MeV ansprach. Ein dreikanaliger Elektronenstreuungszähler konnte Elektronen von jeweils mehr als 0,16, 0,26 und 0,46 MeV erkennen. Ebenfalls auf drei Kanälen arbeitete ein Minimum-Ionisationzähler, der die kosmische Hintergrundstrahlung untersuchte. Er detektierte Elektronen mit mehr als 35 MeV und Protonen mit mehr als 80 MeV. Die beiden letzten Sensoren waren Szintillationszähler, die Protonen ab einer Energie von 150 keV und Elektronen ab 10 keV erkannten. Das Instrument konnte mit acht unterschiedlichen Datenraten ausgelesen werden. Maximal konnte ein Kanal in 1,5 Sekunden ausgelesen werden, wodurch ein kompletter Zyklus mindestens 108 Sekunden dauerte. Im Laufe der Mission fielen beide Szintillationszähler und ein Kanal des Tscherenkow-Zählers aus, da sie dieselben Elektronikkomponenten verwendeten, die relativ früh ausgefallen waren. Um Strom zu sparen, wurde das Instrument am 1. Dezember 1993 abgeschaltet.

### Cosmic-Ray Spectra (CRS)

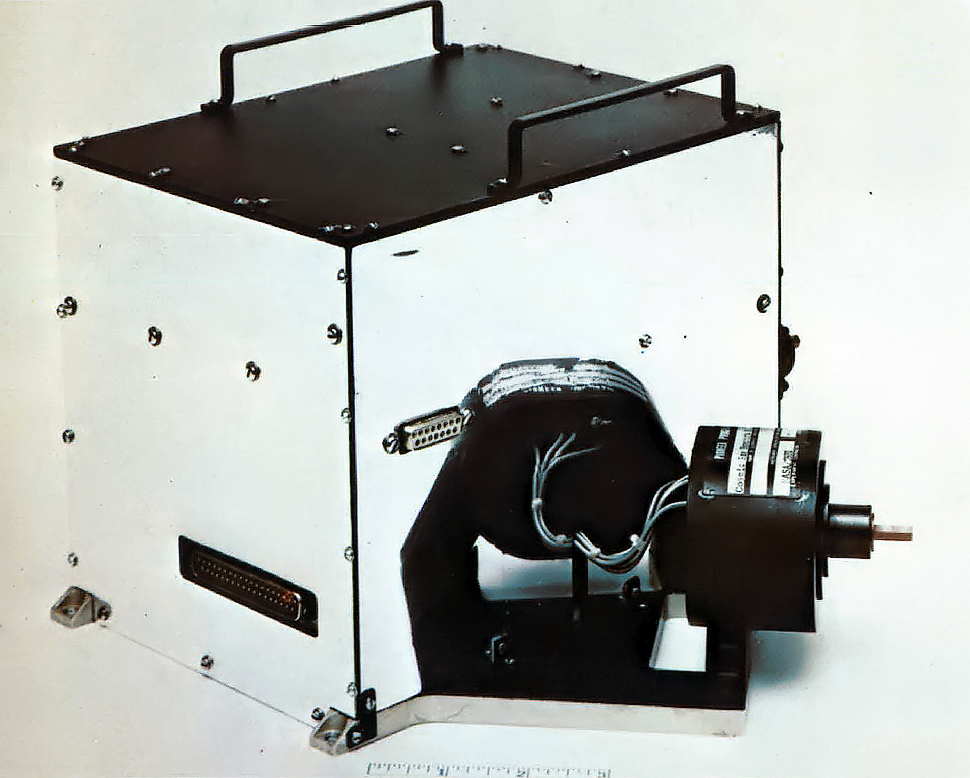
Das CRS-Instrument

Das CRS bestand im Wesentlichen aus drei Teilchenteleskopen. Das erste maß Teilchen mit hoher Energie und bestand aus fünf einzelnen Detektoren. Wenn diese eine Energie von 20 bis 50 MeV pro Nukleon aufwiesen wurden sie gestoppt, bei höherer Energie durchschlugen sie die Detektoren. Maximal konnte so eine Ladung von bis zu 200 MeV gemessen werden. Die anderen beiden Teleskope erfassten niederenergetische Teilchen. Eines konnte Ionen mit einer Energie von 3 bis 32 MeV stoppen und ihre Ladung und Masse ermitteln, wobei die Messauflösung 20 % betrug. Das letzte Teleskop konnte sowohl Elektronen im Bereich von 50 bis 1000 keV messen, als auch Protonen mit einer Energie von 0,05 bis 20 MeV. Die Auflösung lag hier bei 20 %. Das gesamte Instrument detektierte Teilchen in acht Sektoren mit je 45°.

### Geiger Tube Telescope (GTT)

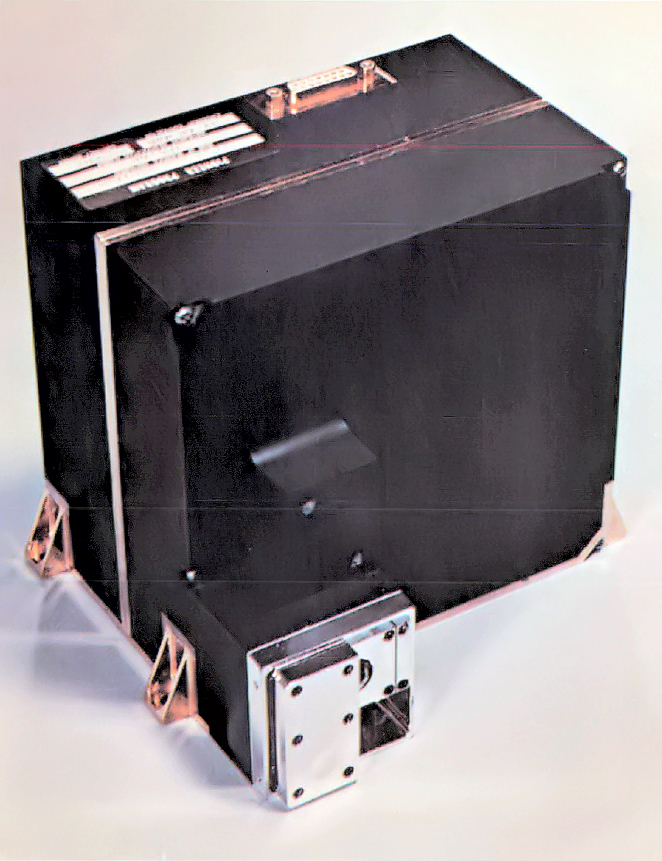
Das GTT-Instrument

Dieser Geigerzähler diente zur Messung von Protonen und Elektronen sowie der Ermittlung ihres Herkunftsortes. Um dies zu erreichen, wurden drei Detektoren jeweils orthogonal zueinander angeordnet, so dass je ein Messwert für jede Koordinatenachse im dreidimensionalen Raum ermittelt wurde, wodurch eine Rückverfolgung möglich war. Um das Hintergrundrauschen des Weltalls herauszufiltern gab es noch eine weitere Röhre, um dieses zu messen. Die Elektronik konnte dann diese Messung verwenden, um das Rauschen aus den anderen Detektorenmesswerten zu entfernen. Es gab zwei dieser Sensorenkomplexe, die unterschiedliche Energiebereiche abdeckten. Der erste Komplex erkannte Elektronen mit einer Energie von 5 bis 21 MeV und 30 bis 77,5 MeV für Protonen, der zweite Elektronen im Bereich von 0,55 bis 21 MeV und Protonen bei 6,6 bis 77,5 MeV. Eine letzte Röhre war mit einer Goldfolie überzogen, die zwar keine Protonen passieren ließ, jedoch Elektronen mit einer Energie von über 60 keV. Das GTT, das von dem bekannten Raumfahrtpionier James Van Allen entwickelt wurde, war das letzte Instrument, das aus Energiemangel abgeschaltet wurde.

### S-Band Experiment
Das S-Band Experiment wird nicht als eigenes Instrument gezählt, da es die gesamte Hardware der Hochgewinnantenne verwendete. Es verwendete dessen S-Band-Sender, um die Atmosphäre von Planeten und Monden direkt anzustrahlen. Beim Durchwandern der Atmosphäre veränderte sich das Signal durch Wechselwirkungen mit deren Molekülen, wodurch Rückschlüsse auf deren Aufbau, Dichte und Temperatur möglich waren. Da die Gravitationskräfte geringfügig die Frequenz der Radiowellen veränderte, konnte man auch die Dichte des gesamten Himmelskörpers ermitteln. Bei dem Jupitermond Europa betrug die Abweichung von dem später ermittelten Wert ca. 8 %, wobei Pioneer 11 später teilweise Abweichungen von unter einem Prozent erreichte.

### Helium Vector Magnetometer (HVM)

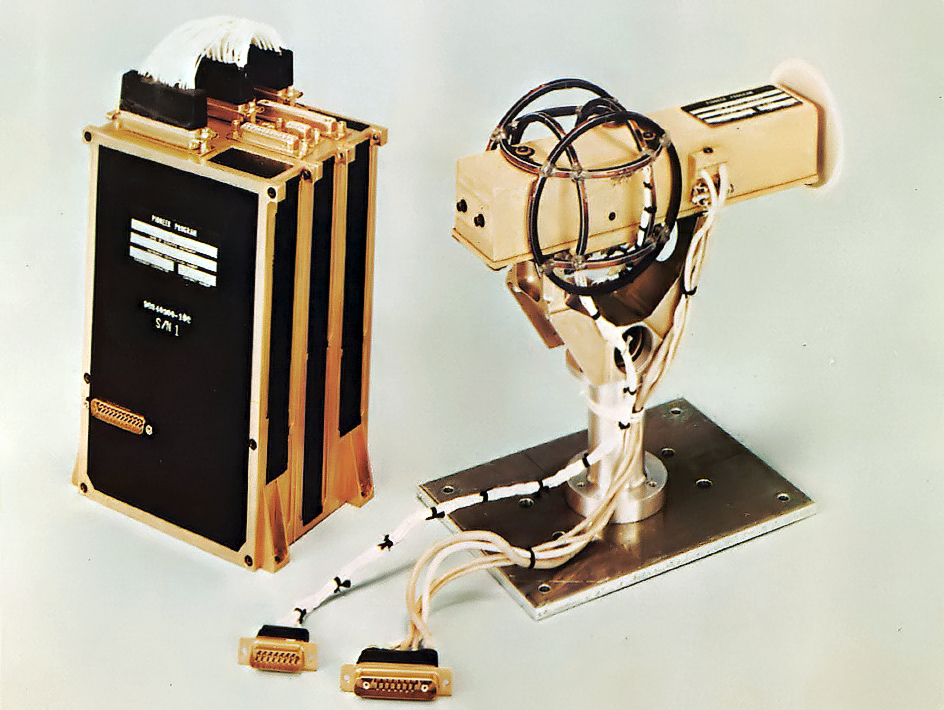
Teile des HVM-Instruments

Dieses Instrument diente zur Messung von Magnetfeldern. Der Sensor ist an einem der drei Ausleger in 6,6 Meter Entfernung zur Zelle angebracht, um Störungen durch die Radionuklidbatterien, die Bordelektronik und das Eigenmagnetfeld der Sonde zu minimieren. Der zentrale Teil des HVM ist mit Helium gefüllt. Das Gas wurde durch Magnetfelder verschieden stark aufgeladen, was dessen Absorptionseigenschaften verändert. Diese Änderung wird durch einen Infrarotsensor gemessen und dann entsprechend interpretiert. Die Empfindlichkeit lag bei 4 bis 0,01 nT, maximal konnten Magnetfelder mit einer Stärke von 140 μT gemessen werden, was dem Dreifachen des Erdmagnetfeldes in Bodennähe entspricht. Die Messbereiche konnten in acht Schritten geregelt werden, wobei die Sonde diese auch automatisch anpassen konnte. Das Instrument führte bis November 1975 Daten und wurde im Juni 1986 endgültig abgeschaltet.

### Quadrispherical Plasma Analyzer (PA)

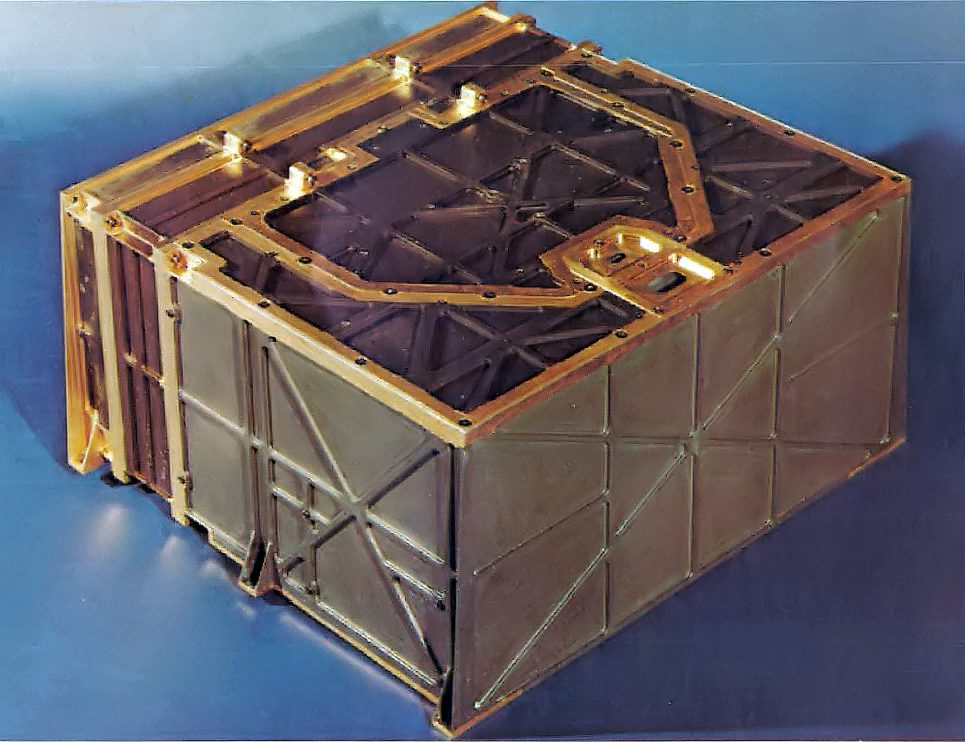
Das PA-Instrument

Dieses Instrument diente zur Messung von Teilchen mit sehr niedriger Energie und besitzt dazu je einen Messkanal mit mittlerer und hoher Auflösung. Letzterer konnte Elektronen im Bereich von 1 bis 500 eV und Protonen mit einer Energie von 0,1 bis 18 keV erfassen. Vor der Messung wurden die Teilchen auf einer Strecke von 9 cm mittels 26 Kanalelektronenvervielfacher bei einer Spannung von 9 kV beschleunigt. Die Detektoren, die in einem Halbkreis angeordnet waren und ein Gesichtsfeld von 51° aufwiesen, registrierten anschließend nur Teilchen, welche eine Ladung besaßen, die einer Spannung von 0,1 bis 8 kV entsprach. Der Kanal mit mittlerer Auflösung wies eine Eingangsöffnung von 12 cm auf und deckte einen Einfallswinkel von 15 bis 22,5° ab. Der Beschleunigungsweg betrug nur einen Zentimeter, und es wurden nur Protonen mit einer äquivalenten Spannung von 0,1 bis 18 kV gemessen. Elektronen wurden im Bereich 1 bis 500 Volt detektiert. Das Instrument wurde im September 1995 abgeschaltet.

## Ablauf der Mission

### Start

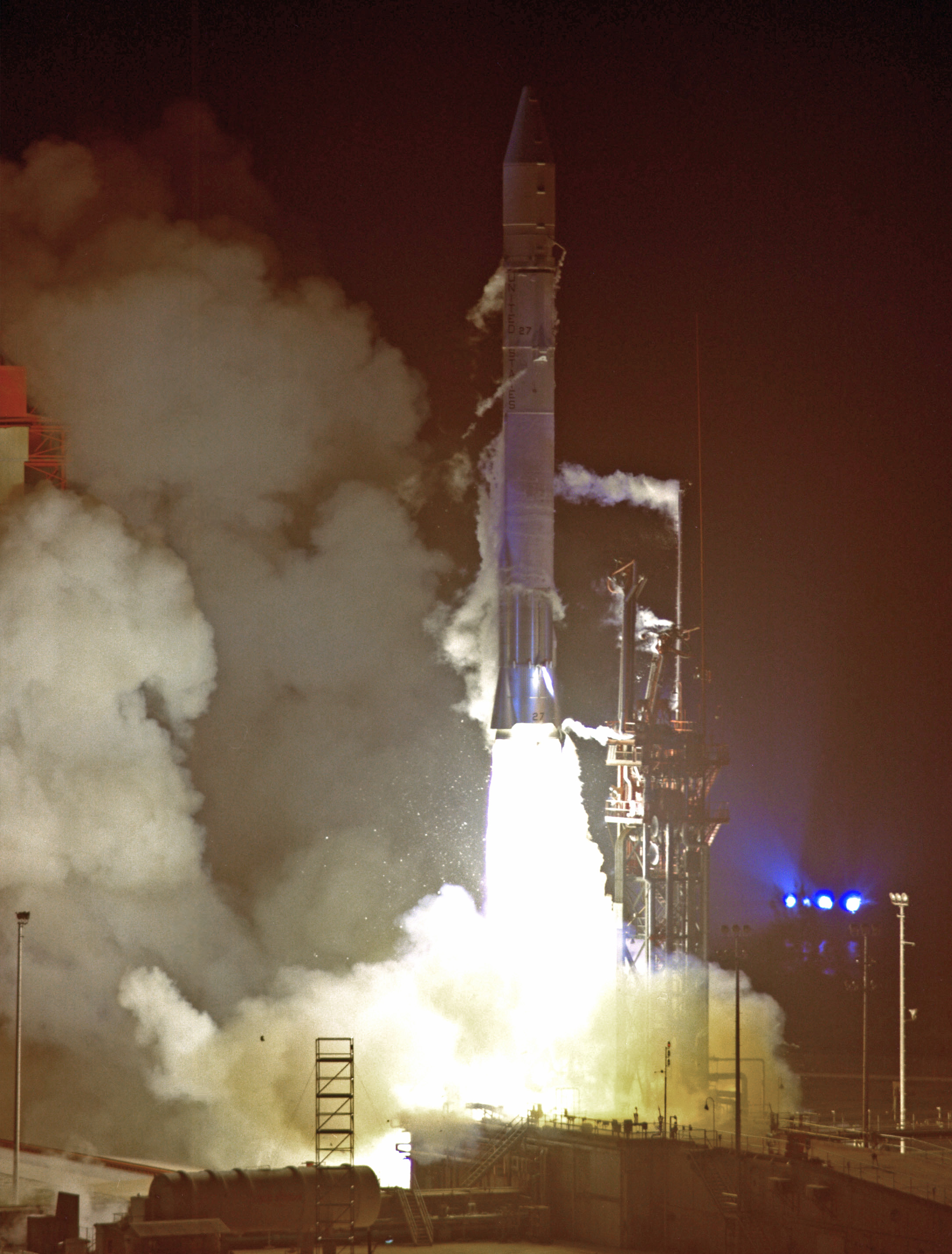
Start von Pioneer 10 mit der Atlas-Rakete

Trajektorie von Pioneer 10 mit Vorbeiflug am Jupiter

Da Pioneer 10 für den Weg zum Jupiter eine hohe Fluchtgeschwindigkeit erreichen musste, wurde eine schubstarke Trägerrakete benötigt. Man entschied sich für eine Atlas-Rakete mit einer Centaur-Oberstufe. Zusätzlich wurde eine Feststoffoberstufe vom Typ „Star 37E“ eingesetzt. Diese war 1127 kg schwer und lieferte über einen Zeitraum von 43 Sekunden einen Schub von 66,7 kN. Diese Sonde wurde am 3. März 1972 um 1:49 UTC vom Launch Complex 36 der Cape Canaveral AFB aus gestartet. Anders als viele frühere Sonden wurde Pioneer 10 direkt auf einen Kurs zu Jupiter gebracht, anstatt erst in einen Parkorbit befördert zu werden. Mit einer Geschwindigkeit von 14,36 Kilometern pro Sekunde übertraf sie die Geschwindigkeit der Apollo-Raumschiffe. Diese benötigten drei Tage zur Mondumlaufbahn, Pioneer 10 nur elf Stunden.

### Erste Flugphase und Asteroidengürtel
Pioneer 10 gelangen schon früh wichtige wissenschaftliche Ergebnisse. So konnte das Zodiakallicht erstmals von weit jenseits der Erde nachgewiesen werden. Im August 1972 kam es zu einem Sonnensturm, der von Pioneer 9 und 10 gleichzeitig beobachtet und vermessen werden konnte. Im Februar 1973 erreichte die Sonde als erstes von Menschen hergestelltes Objekt den Asteroidengürtel. Man betrat absolutes Neuland, bereits Teilchen mit einem Durchmesser von 0,05 mm konnten die Sonde schwerwiegend beschädigen. Zur damaligen Zeit vermutete man, dass der Asteroidengürtel ein Vordringen in Richtung Jupiter unmöglich machen könnte. Es stellte sich allerdings heraus, dass diese Annahme völlig übertrieben war, denn weder konnte das AMA-Instrument große Asteroiden ausmachen, noch konnte das MD-System viele Einschläge melden. Die größte Annäherung an einen katalogisierten Asteroiden – (307) Nike – betrug 8,8 Millionen Kilometer. Somit konnte man den Asteroidengürtel als ernsthafte Gefahr für spätere Raumschiffe praktisch ausschließen. Während des gesamten Weges zu Jupiter wurden ungefähr 16.000 Kommandos zur Sonde gesendet.

### Jupiter

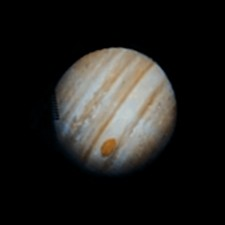
Jupiter mit dem „großen roten Fleck“

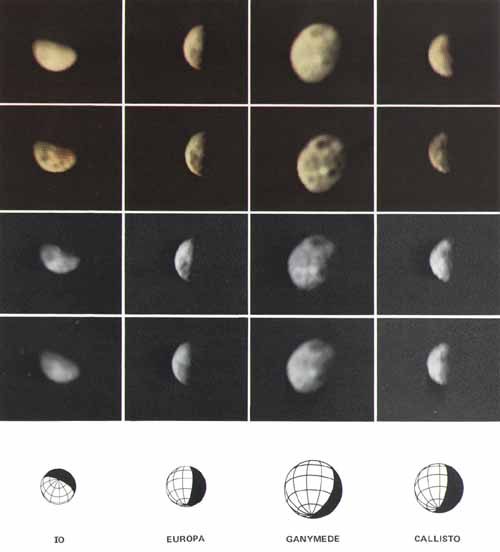
Mehrere niedrig aufgelöste Aufnahmen von vier Jupitermonden

Im November 1973 erreichte die Sonde das Jupitersystem, als sie die Bahn des äußersten zum damaligen Zeitpunkt bekannten Mondes Sinope kreuzte. Die größte Annäherung zum Jupiter fand am 3. Dezember 1973 statt. Am 26. November trat die Sonde in die Bugstoßwelle von Jupiters Magnetosphäre ein, was man an der rapiden Geschwindigkeitsabnahme (von 451 km/s auf 225 km/s) und der stark erhöhten Temperatur des Sonnenwindes erkannte. Als Pioneer 10 diese Zone binnen eines Tages durchquert hatte, war der Sonnenwind durch das starke Magnetfeld Jupiters, dessen Flussdichte sich auf 5 nT belief, nicht mehr messbar. Da es einige Tage zuvor verstärkte Sonnenaktivität gegeben hatte, wurde dieses Magnetfeld am 29. November temporär gestaucht, so dass die Sonde noch einmal 11 Stunden lang mit Sonnenteilchen in Kontakt kam. Am 1. Dezember befand sich die Sonde dann endgültig innerhalb des Magnetfeldes von Jupiter, der sich in 3,5 Millionen Kilometern Entfernung befand. Nun begann man mit der Anfertigung der Fotos, 95 Stunden vor der nächsten Annäherung. Aufgrund des großen Blickfeldes der Kamera war der Planet erst acht Stunden vor der größten Näherung formatfüllend. 74 Stunden nach der Annäherung wurde der Betrieb des IPP eingestellt, wobei man 180 Bilder aufnehmen konnte. Am 3. Dezember 1973 kamen bei Pioneer 10 aufgrund der starken Strahlung einige Kommandos nicht an, was dazu führte, dass das IPP den Mond Io nicht fotografierte. Während der Passage des Strahlungsgürtels bekam die Sonde eine Strahlendosis ab, die um das 1000-Fache höher lag als die für den Menschen tödliche Dosis. Trotzdem gelang noch je eine Aufnahme der Monde Ganymed, Europa und Kallisto. Aufgrund der nahezu vollständig manuellen Steuerung der Sonde wurden im Jupitersystem 400 bis 2000 Kommandos pro Tag gesendet.
Dank Pioneer 10 konnte man Jupiters Struktur wesentlich besser analysieren als mit den damaligen erdgebundenen Instrumenten. So fand sie ein kleineres Gegenstück zum Großen Roten Fleck, den man bereits früher von der Erde aus entdeckt hatte. Allerdings war dieser neue Fleck bei der Ankunft von Pioneer 11 wieder verschwunden. Temperaturmessungen ergaben, dass die hellen Zonen des Planeten um 6 Kelvin kühler waren als die dunklen, was durch ihren höheren Albedo-Wert zu erklären ist. Wie vermutet strahlte Jupiter 2,5-mal mehr Energie ab, als er durch die Sonnenstrahlung aufnahm. Im starken Strahlungsgürtel des Planeten wurden bis zu 13 Millionen hochenergetische Elektronen pro Kubikzentimeter gemessen, bei den Protonen lag die Konzentration bei bis zu 4 Millionen Protonen/cm³. Bei den niederenergetischen Elektronen stieg die Dichte auf bis zu 500 Mio. Elektronen/cm³, was 5000-mal mehr war als im Van-Allen-Gürtel. Die Atmosphäre wurde genau untersucht und so konnten der Heliumanteil, der Druck und die Temperatur bestimmt werden. Das Temperaturminimum von −163 °C wurde bei einem Druck von 3000 Pa erreicht. Das HVM-Instrument vermaß die Lage, Form und Stärke von Jupiters Magnetfeld, dessen Einfluss bis zur Saturnumlaufbahn reicht. In den oberen Wolkenschichten betrug die Flussdichte des Feldes 0,4 mT. Durch Gravitationsmessungen stellte man fest, dass der Kern des Planeten nur sehr klein und flüssig ist. Bei dem Mond Io konnte man das S-Band-Experiment zum Einsatz bringen und stellte so einen Bodendruck von 5 Pa fest, wobei die Atmosphäre bis zu 115 km hoch war. Bei dem Mond konnte außerdem eine ausgeprägte Ionosphäre entdeckt werden, die sich auf der Tagseite 700 km ausdehnte und eine Elektronendichte von 60.000 Elektronen pro Kubikzentimeter aufwies. Auf der Nachtseite war sie mit nur 9000 Elektronen/cm³ wesentlich dünner. Zwischen Ios Umlaufbahn und Jupiter wurde auch eine Wasserstoffwolke entdeckt.
Die Sonde näherte sich der Wolkenobergrenze von Jupiter bis auf 130.354 Kilometer und wurde durch das Swing-by-Manöver weiter beschleunigt. Die erreichte Maximalgeschwindigkeit lag dadurch kurzzeitig bei 36,67 km/s. Die Flugbahn von Pioneer 10 wurde um beinahe 90° abgelenkt, sie verblieb aber in der Ekliptik.

### Nach Jupiter

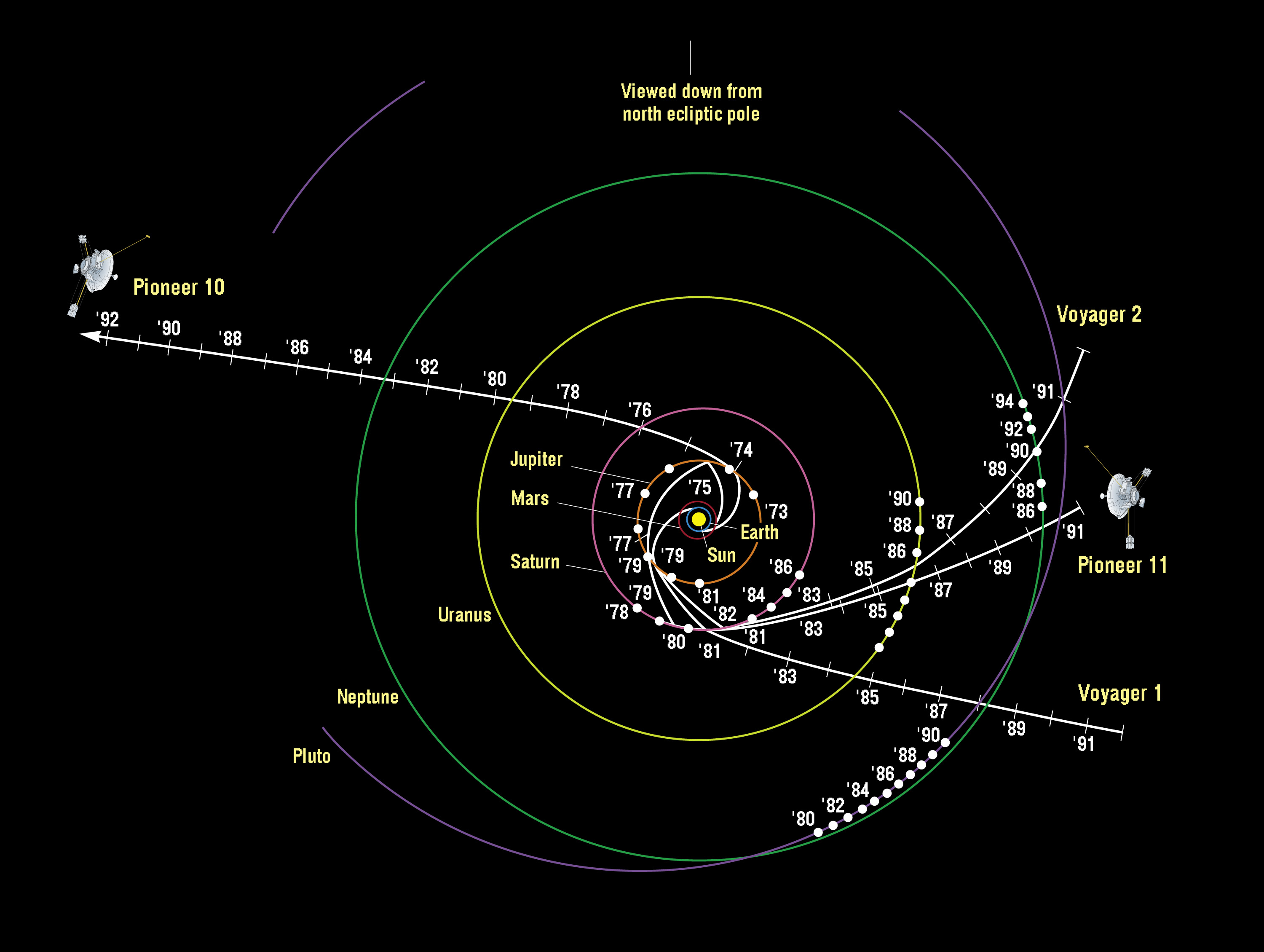
Die Bahnen der Voyager- und Pioneer-Sonden

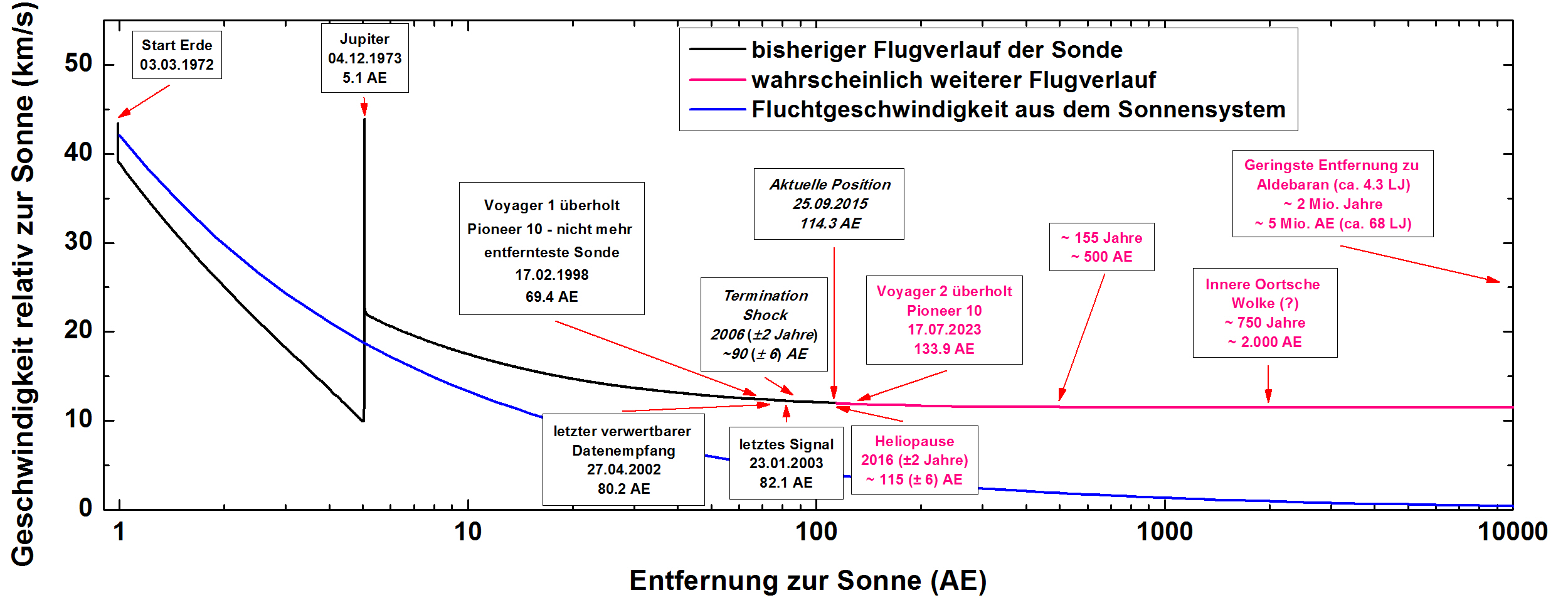
Wichtige Etappen der Mission und theoretisch zukünftiger Flugverlauf der Sonde (kursiv = aufgrund der fehlenden Kommunikation keine Überprüfung möglich)

1976 passierte die Sonde die Bahn des Saturn, 1979 die des Uranus und 1983 die des Neptun. Eine Erkundung dieser Planeten war aber nicht möglich und auch nicht vorgesehen, da sie sich fernab der Bahn der Sonde befanden. Die Sonde blieb bis zum 17. Februar 1998 das am weitesten von der Erde entfernte von Menschen geschaffene Objekt. Die 1977 gestartete Sonde Voyager 1 befindet sich seitdem dank ihrer höheren Geschwindigkeit in größerer Distanz zur Erde.
Zwar wurde Pioneer 10 nicht für den Einsatz außerhalb der Umlaufbahn des Jupiters ausgelegt, aber die Instrumente zur Messung von Strahlung und Ionen waren generell auch zur Analyse des interplanetaren Raumes geeignet. Problematisch wurde bald das geringe Energieniveau der Sonde, da sich die abgegebene Leistung der Radionuklidbatterien kontinuierlich verringerte, weswegen immer mehr wissenschaftliche Instrumente mit der Zeit abgeschaltet werden mussten. Das AMA-System musste bereits im Dezember 1973 abgeschaltet werden und im Januar 1974 folgte das IR-Instrument. Im November wurde dann das Magnetometer deaktiviert. Im Jahre 1976 fiel der Hauptsender des Kommunikationssystems aus, so dass man auf den Reservesender umschalten musste. Der Programmspeicher wurde im September deaktiviert, ebenfalls, um Strom zu sparen. Aufgrund der zu niedrigen Betriebstemperatur konnte der Meteoritendetektor nicht weiter effektiv betrieben werden und wurde im Oktober 1980 abgeschaltet. Seit 1980 konnte man beobachten, dass Pioneer 10 leicht von der vorausberechneten Bahn abkam. Dieses Phänomen wird als Pioneer-Anomalie bezeichnet und war lange Zeit ungeklärt, inzwischen wird es auf die ungleichmäßige Wärmeabstrahlung der Radionuklidbatterien zurückgeführt. Weitere Probleme an dem System sorgten für einen Leistungsabfall, so dass man gezwungen war, auf die großen 70-Meter-Antennen des Deep Space Networks zurückzugreifen. Es handelt sich um die leistungsfähigsten Modelle ihrer Art, mit denen man eine Datenrate von 16 Bit/s erreichte. Im November 1993 schaltete man das TRD-Instrument ab, im Dezember zwecks Stromersparnis den Unterspannungsschutz. Von nun an konnten schon kleine Schwankungen in den elektrischen Systemen einen Totalausfall bedeuten. Aus diesem Grund schaltete man den Schutz bei Kurskorrekturen wieder vorübergehend ein, da man dabei auf separate Batterien zurückgriff. Im September 1995 deaktivierte man den Plasmaanalysator, so dass nur noch vier Instrumente aktiv waren: UV, CPI, CRS und GTT.
Um Geld einzusparen, wurde Pioneer 10 am 31. März 1997 offiziell abgeschrieben, obwohl sie noch funktionstüchtig war. Allerdings schaffte man es immer wieder, Geldmittel aus anderen Projekten abzuziehen, um hin und wieder Kontakt mit der Sonde aufzunehmen. Die Sonde wurde anschließend für das Training von Bodenkontrollern genutzt, die an ihr den Umgang mit Sonden übten, die sehr lange Signallaufzeiten (mehrere Stunden) aufwiesen. Nebenbei empfing man so auch noch wissenschaftliche Daten. Aufgrund des immer weiter sinkenden Energieniveaus war man trotzdem gezwungen, auch die letzten Instrumente abzuschalten. Im Januar 2001 war dann nur noch das GTT-System aktiv. Am 10. Februar 2000 konnte Pioneer das letzte Mal einen Befehl empfangen (die Sonde meldete einen erfolgreichen Empfang), da die zunehmende Entfernung die Empfangsstärke unter ein kritisches Niveau sinken ließ. Am 27. April 2002 konnten letztmals verwertbare Daten von der Sonde empfangen werden.
Das letzte identifizierbare Signal empfing man am 23. Januar 2003, beim nächsten geplanten Kontakt am 7. Februar konnte kein Signal von der Sonde detektiert werden und so endete die Mission nach 31 Jahren in einer Entfernung von etwa 81 AE (etwa 12 Milliarden Kilometer). Die Raumsonde bewegt sich seitdem ungefähr in Richtung des 67 Lichtjahre entfernten Sterns Aldebaran im Sternbild Stier, dessen heutige Position sie in etwa 2 Millionen Jahren erreichen wird.

## Kosten und Nutzen
Die Gesamtkosten für Pioneer 10 werden von der NASA mit 350 Mio. US-Dollar beziffert, davon 200 Mio. auf Entwicklung und Konstruktion und 150 Mio. auf die Missionsüberwachung. Im Vergleich zu späteren Missionen kostete die Sonde verhältnismäßig wenig. Pioneer 10 lieferte wichtige Erkenntnisse für die Voyager-Sonden, deren Konstruktion und Ausstattung entsprechend angepasst wurde. Außerdem konnte gezeigt werden, dass eine gefahrlose Passage des Asteroidengürtels möglich war. Die Sonde lieferte erstmals auch detailreiche Bilder von Jupiter und seinen Monden. Bei einer Missionszeit von 31 Jahren bei geplanten 21 Monaten kann man von einem großen Erfolg für die NASA sprechen.

## Film
In dem Science-Fiction-Film Star Trek V: Am Rande des Universums wird Pioneer 10 von einem klingonischen „Bird-of-Prey“-Raumschiff als Übungsziel benutzt und zerstört.